# Mycteroperca tigris
Mycteroperca tigris là một loài cá thuộc họ Serranidae

.
Nó được tìm thấy ở Anguilla, Antigua and Barbuda, Aruba, Bahamas, Barbados, Belize, Bermuda, Brasil, Cayman Islands, Colombia, Costa Rica, Cuba, Dominica, Cộng hòa Dominica, French Guiana, Grenada, Guadeloupe, Guyana, Haiti, Honduras, Jamaica, Martinique, México, Montserrat, Netherlands Antilles, Nicaragua, Panama, Saint Kitts and Nevis, Saint Lucia, Saint Vincent and the Grenadines, Suriname, Trinidad và Tobago, Turks and Caicos Islands, Hoa Kỳ, Venezuela, quần đảo Virgin thuộc Anh và Quần đảo Virgin thuộc Mỹ.